# Martella furva
Martella furva är en spindelart som först beskrevs av Arthur M. Chickering 1946.  Martella furva ingår i släktet Martella och familjen hoppspindlar. Inga underarter finns listade i Catalogue of Life.